# Centre de l’Imaginaire Arthurien
Das Centre de l’Imaginaire Arthurien (deutsch etwa Zentrum der Arturischen Fantasie) ist ein Kulturzentrum, das sich mit der „Matière de Bretagne“ befasst. Es wurde 1988 in Rennes mit der Unterstützung verschiedener Spezialisten der Artussage, lokaler Persönlichkeiten, Künstler und Schriftsteller gegründet. Es hat seinen Sitz im Schloss Comper, im Wald von Paimpont (Brocéliande) seit 1990. Es organisiert jedes Jahr eine der Artussage gewidmete Ausstellung und eine kulturelle Woche mit zahlreichen Veranstaltungen, darunter „Das Pfingsten von König Artus“, die „Begegnungen des Imaginären von Brocéliande“ und die „Woche des Drachen“. Seine Bemühungen zugunsten der Verbreitung der Kunst, der Kultur und der Geschichte der Artussage wie seine Tätigkeit zugunsten der Schüler brachten ihm die Anerkennung. Seine Mitglieder gründeten den Artus-Verlag, um die diesen Themen gewidmeten Werke zu veröffentlichen. Claudine Glot ist Präsidentin des Zentrums, das viele Persönlichkeiten zählt. Der Schriftsteller Philippe Le Guillou ist Kopräsident, der „Elfologe“ Pierre Dubois Kanzler, Hervé Glot Sekretär. Nicolas Mezzalira leitet es seit 2008. 30.000 Personen im Durchschnitt besuchen das Zentrum im Jahr; beinahe ein Drittel sind Schüler.

## Gründung und Aufgaben
Das Centre de l’Imaginaire Arthurien hat sich als Aufgabe gesetzt, ein Vermittler zu sein bei dem breiten Publikum der Artussage; die entsprechenden kunstwerke zu verbreiten; die „Matière de Bretagne“ bei den zeitgenössischen Schöpfern zu fördern, damit sie sich mit ihr befassen und sie weiterpflegen; und schließlich das Kulturerbe der Legende aufzuwerten. Claudine Glot resümiert es, indem sie sagt: „Das Zentrum ist dazu gerufen, die Liebhaber der keltischen, mittelalterlichen und Arturischen Welten zu versammeln und von allen  Werken, die sich auf die beziehen, zu sprechen. Es wird als ein Verein betrachtet, der den Mythus pflegt“. Claudine Glot legt große Bedeutung auf „den Wald der Seele“, der uns umgibt und wo „die Legende weht“.

## Geschichte

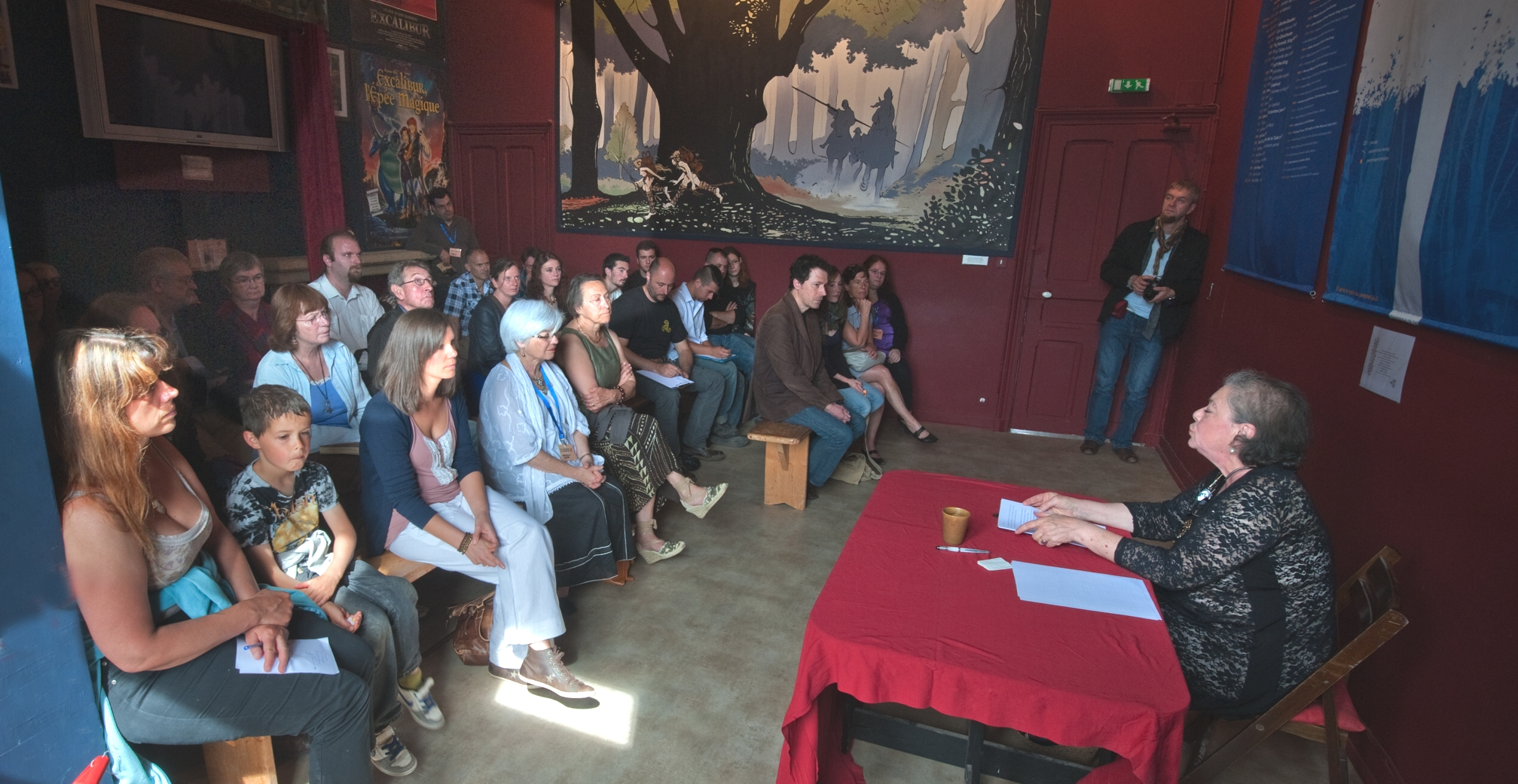
Claudine Glot.

Die ersten Ausstellungen sind 1988 König Artus gewidmet (in Zusammenarbeit mit der Universität Louvain); 1989 Brocéliande und dem Wald: 1990 den Megalithen und den Steinen. 1990 lässt sich die Ausstellung im Schloss Comper nieder. Neue Aktivitäten entstehen wie die Führungen durch den Paimpontwald. Nach dem Brand, der ihn im September 1990 verwüstete, half das Artuszentrum bei der Restaurierung.
1991 ist die Ausstellung dem Film gewidmet und vor allem dem Film „Excalibur“. Der Regisseur John Boorman ist der Gast von Comper. 1992 ist die Ausstellung dem Comic gewidmet; von 1993 bis 1996 sammelt und wertet das Zentrum Informationen auf über Merlin, die Königinnen und Zauberinnen und die Ritter der Tafelrunde. 2006 zeigt die Ausstellung die Beziehungen zwischen Feen und Rittern in den mittelalterlichen Romanen und den neueren Werken. Die keltischen und mittelalterlichen Feen, die Krieger Irlands werden dargestellt, besonders Lancelot und Viviane. Bühnen, Kostüme und Gegenstände sind Kreationen von Künstlern und Hand-Werkern. 2007 zeigt die Ausstellung die Ritter der Tafelrunde. 2008 heißt die Ausstellung „Von den Kelten zu König Artus“. Sie beschreibt das keltische Erbe der Legenden und der mittelalterlichen Romane seit den irischen Epen. 2009 ist das Thema „Im Wald Merlins“; die Ausstellung beschreibt die verschiedenen Facetten des Zauberers und dessen Walds. 2010 ist die Ausstellung den Legenden und der Feerie gewidmet; eine gelegentliche Ausstellung und ein dem Lanvallied gewidmetes Buch entstehen in Zusammenarbeit mit Künstlern von Devon (England). Die Ausstellung zeigt Werke von bretonischen und englischen Künstlern. Eine Partnerschaft mit „Chagford Filmmaking Group“ erlaubt die Realisation eines Films: „Sir Lanval“. 2011 interessiert sich die Ausstellung für zwei Feen: Morgane und Mélusine. Die bretonische Sängerin Nolwenn Leroy kommt mit dem Fernsehen, um eine Reportage über die Artussage und Brocéliande zu drehen. Der Verein, der das Artuszentrum verwaltet zählt etwa 300 Mitglieder. Er unternimmt eine Kampagne für die Restaurierung und die Eröffnung des „Kleinen Hauses der Legenden“. Das Kleine Haus wird Ende November 2012 offiziell eröffnet dank der Stiftung „Bretonisches Kulturerbe“, privaten Spenden und Zuschüssen des Départements Morbihan und der Region Bretagne.

## Orte der Tätigkeit
Das Zentrum ist hauptsächlich im Schloss Comper tätig, von Anfang März bis Ende November und seit Ende 2012 im „kleinen Haus der Legenden“ während der jährlichen Schließung von Comper. Beide stehen auf der Kommune Concoret (Département Morbihan, Bretagne). Seit 2009 ist das Zentrum einmal im Jahr außerhalb der Bretagne in Provins (Champagne) bei dem mittelalterlichen Fest „Frühling der Legenden“.

### Schloss Comper

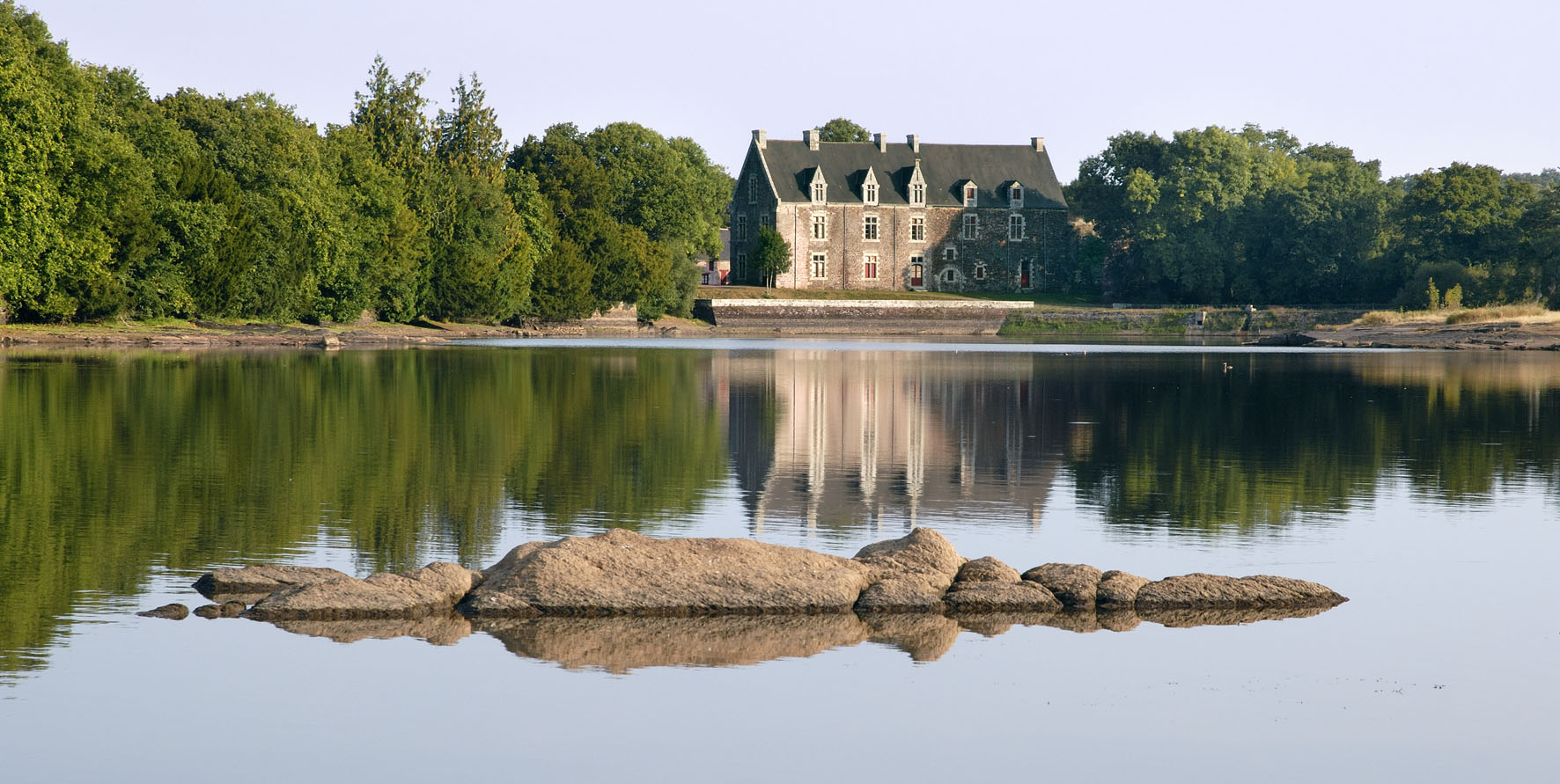
Schloss Comper

„Es ist der magischste Ort, den man haben kann. Comper hat tatsächlich das Artus-Zentrum gemacht. Das Schloss steht an der Kreuzung der Legende und der Geschichte“ (Claudine Glot). Das Zentrum belegt dieses Schloss seit 1990. Das Zentrum mietet den ganzen Westhaupttrakt. Das Erdgeschoss ist als Buchhandlung eingerichtet, die Hunderte von Werken über die Legende, die Kelten und das Mittelalter bietet; auch für permanente und gelegentliche Ausstellungen. Der Videossal (Saal der Bilder) erlaubt auch sich Dokumente anzuschauen (Filme, Reportagen…). Das Schloss ist der Ausgangsort zu Führungen in dem Wald. Verschiedene Animationen (Märchen, Konferenzen, Handwerkermarkt, Begegnungen, Widmungen) werden da im Rahmen von besonderen Tagen organisiert: „Das Pfingsten von König Artus“, die „Begegnungen des Imaginären“ und die „Woche des Drachen“ unter anderen. Das Schloss selbst ist mit einer Legende über die Fee Viviane verbunden, die den Besuchern des Ortes erzählt wird und jedem, der sie sich anhören mag.

### Das kleine Haus der Legenden
Das kleine Haus der legenden ist seit Ende November 2012 geöffnet. Da ist eine permanente Buchhandlung untergebracht. Gelegentliche Veranstaltungen werden im Haus vom Zentrum organisiert; während der jährlichen Schließung des Schlosses Comper (Ausstellungen, Animationen, Informationen). Es wird auch als Künstlerheim benutzt. Das aus dem typischen roten Schiefer der Gegend gebaute Haus ist dank der Hilfe der Kulturerbestiftung und den öffentlichen und privaten Spenden restauriert worden.

## Veranstaltungen des Artuszentrums
Die drei bedeutendsten sind: Das Pfingsten von König Artus, die Begegnungen des Imaginären von Brocéliande und die Woche des Drachen. Der mittelalterliche Markt im August ist die Gelegenheit, Handwerker aufzunehmen und einen „Kirchweih“ zu organisieren. Das Pfingsten von König Artus ist die Gelegenheit zu einem mittelalterlichen Spektakel mit Gauklern, Märchen, Ritterlagern… Es handelt sich um eine Zelebration des Frühlings, der Abenteuer und Begegnungen, die dann stattfinden; aber auch und vor allem um eine Erinnerung an den Tag, an dem König Artus gekrönt wurde (wie Robert de Boron im dreizehnten Jahrhundert es erzählt) und an dessen Einsatz für die Kirche. Pfingsten ist auch der Tag, an dem der Gral den Rittern der Tafelrunde erschien. Die Idee der „Begegnungen“ geht auf das Jahr 2002 zurück. Sie entstehen 2004 mit Ausstellung und Festspiel in Concoret und Comper und dann nur in Comper. Jedes letzte Wochenende vom Juli organisiert das Zentrum diese Begegnungen zwischen Autoren, Zeichnern von Comics, Schriftstellern, Illustratoren und ihrem Publikum. Es handelt sich vor allem um eine Begegnung/Widmung, begleitet von Konferenzen, Pferdeschauen, Märchen. Dieses kleine Festspiel will sich vor allem gemütlich.
Die Woche des Drachen findet seit 2009 alle zwei ungeraden Jahre statt; Ende Oktober oder Anfang November zur gleichen Zeit wie das keltische Fest „Samhain“. Verschiedene Animationen werden von Kulturvereinen in der Gegend organisiert. Am Abend vom 31. Oktober wird zum Schluss ein spezielles Bier in der Brauerei „Lancelot“ gebraut. In den geraden Jahren wird nur drei Tage lang eine kleinere Veranstaltung organisiert.

## Empfang und Ausstrahlung

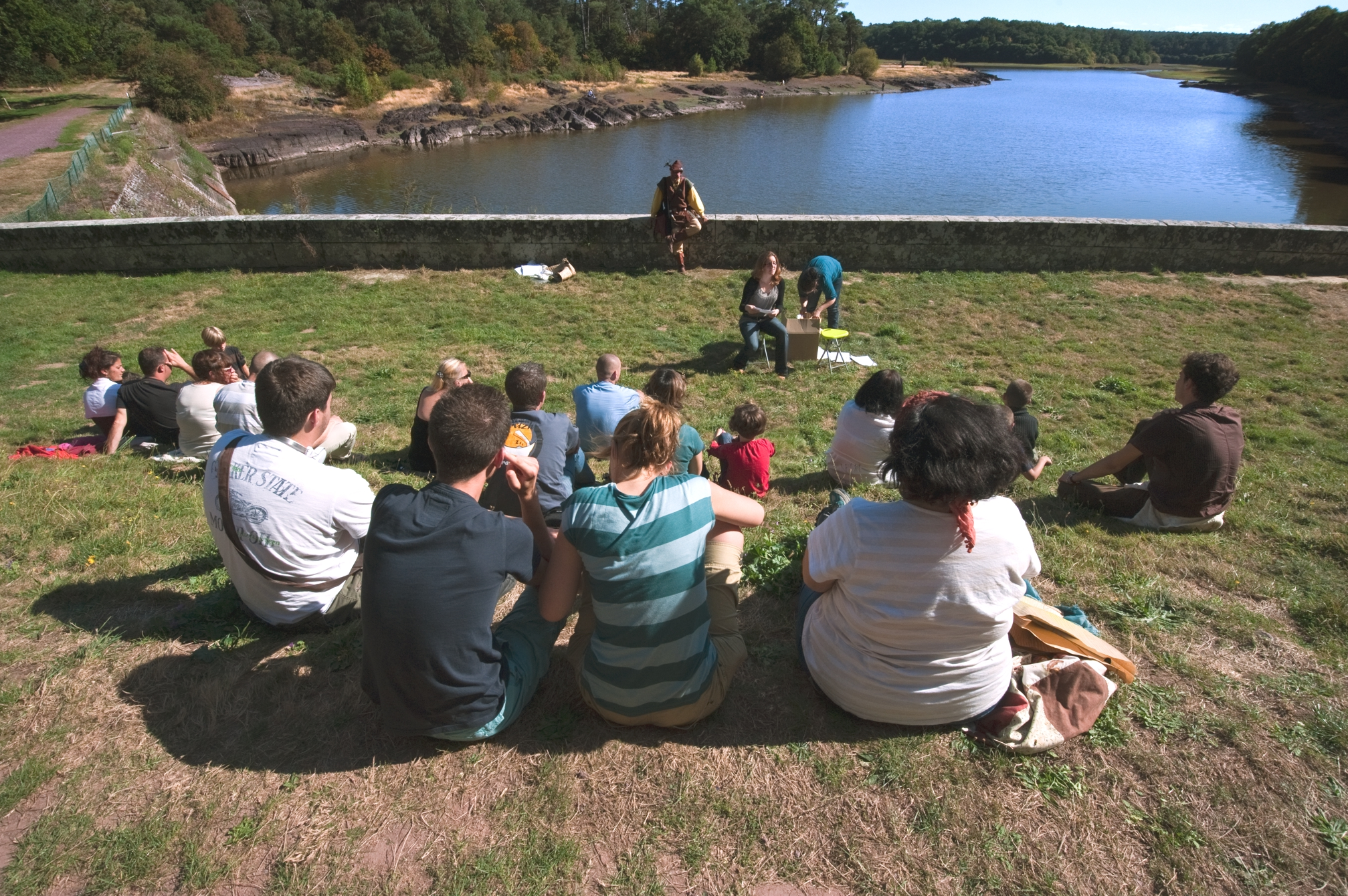

Das Zentrum des Arturischen Imaginären ist bekannt als Ort für Interessenten der Artussage. Das Zentrum war schon Gegenstand in Dokumentarfilmen. Der erste handelte vom Wald von Brocéliande. Er enthält ein Interview von John Boorman, zwei Unterhaltungen mit Christian-J Guyonvarc'h und eine Unterhaltung mit Claudine Glot. Zwischen 1988 und 2010 hat das Zentrum mehr als 300 000 Besucher empfangen.